# آنتون هنریچ اسپرینگر
آنتون هنریچ اسپرینگر (آلمانی: Anton Heinrich Springer؛ ۱۳ ژوئیهٔ ۱۸۲۵در پراگ – ۳۱ مهٔ ۱۸۹۱) یک تاریخ‌نگار و نویسنده اهل آلمان بود.